# Oleksiy Byelik
Olexiy Byelik, né le 15 février 1981 à Donetsk, est un footballeur ukrainien. Il joue au poste d'attaquant.

## Carrière

### En club
- 1999-décembre 2007 : Chakhtior Donetsk -  Ukraine
- janvier 2008-2008 : → VfL Bochum (prêt) -  Allemagne
- 2008-2011 : Dniepr Dniepropetrovsk -  Ukraine
- 2011-... : Metalurg Zaporijjye -  Ukraine

### En équipe nationale
Il a eu sa première cape internationale en 2004.
Byelik participe à la coupe du monde 2006 avec l'équipe d'Ukraine.

## Palmarès
- Champion d'Ukraine en 2002, 2005 et 2006 avec Chakhtior Donetsk.
- Coupe d'Ukraine :
  - Vainqueur en 2001, 2002 et 2004 avec Chakhtior Donetsk.
  - Finaliste en 2005 avec Chakhtior Donetsk.